# Norbert Cohn
Norbert Cohn (* 12. Oktober 1904 in Ingweiler im Elsass; † 2. September 1989 in Fort Lauderdale, Florida) war ein zunächst deutscher, später amerikanischer Jazz- und Unterhaltungsmusiker und Leiter der Jazzkapelle Faconi.

## Leben
Norbert Cohn wurde am 12. Oktober 1904 im unterelsässischen Ingweiler (Ingwiller) geboren. Er erlernte das Violinspiel und wurde Unterhaltungsmusiker. Mit zwei Kollegen gründete er in den 1920er Jahren zuerst ein Trio, aus dem dann die Jazzkapelle Faconi hervorging. Ihren Namen formte er aus den Anfangsbuchstaben der Nachnamen der Gründungsmitglieder (des Pianisten Heinz Fabian, des Geigers Cohn und des Schlagzeugers Nikisch).
Ab Mitte der 1920er Jahre spielte Cohns Kapelle regelmäßig in Berlin, hauptsächlich im Palais am Zoo, und machte auch Plattenaufnahmen bei den Firmen Clausophon und Vox. Als die Nazis 1933 an die Macht kamen, befand sich die Jazzkapelle Faconi gerade auf einer eher erfolglosen Tournee, welche sie über Prag und Wien nach Paris führte. Cohn wanderte schließlich im Sommer 1938 in die USA aus, wo er amerikanischer Staatsbürger wurde. Am 6. Oktober 1942 wurde er eingezogen.  Während des Zweiten Weltkriegs arbeitete Cohn als Musiker in Australien, kehrte aber 1949 wieder nach Amerika zurück. Dort trat er in verschiedenen Clubs und Hotels als Geiger auf, bis er sich um 1980 ins Privatleben zurückzog. Er ließ sich in Florida nieder, wo er in Fort Lauderdale am 2. September 1989 verstarb.
Seine Enkelin Julie Faconi erinnerte sich 2005: My grandfather, Norbert Faconi wrote a song, once sung by Jane Morgan entitled "Once More My Love".

## Tondokumente (Auswahl)
- auf Clausophon (Erzeugnis der Fa. Clemens Claus, Thalheim im Erzgebirge). 1925 wurden in einer Abteilung der Pappenfabrik Clemens Claus neben der Ideal-Mater auch Schallplatten der Marke Clausophon hergestellt. Eine umgebaute Scheune diente als Aufnahmestudio für Sänger und Orchester.[6]

Nr. 1147 (mx 95) Wann und Wo? Marsch aus der gleichnamigen Revue von Walter Kollo / (mx 96) Zwei rote Rosen ein zarter Kuß, Foxtrott v. Walter Kollo.  Jazz-Orchester Faconi vom „Palais am Zoo“ Berlin.
Nr. 1148 (mx 93) Liebesnacht auf Hawaii, Walzer von Martron / (mx 94) Ilona Blues von Meisel.  Jazz-Orchester Faconi
Nr. 388 (mx. 5772) Zwei rote Rosen, ein zarter Kuß. Foxtrot (M: W. Kollo, T: Kurt Robitschek), voc. /  (mx. 5773) Du, nur du! Blues (M: W.Kollo - T: W.Kollo), voc.
Nr. 481 (mx. 5824)  In der Schweiz und in Tyrol. Foxtrot (M: Anton Profes, T: Fr. Rotter und O. Stransky) /  (mx. 5827)  Wie kommt der Lippenstift in Lehmanns Unterbett? Foxtrot (Musik & Text R. Gilbert)   Jazz-Orchester Faconi vom "Palais am Zoo" Berlin mit Refraingesang. Berlin, c. Winter 1927/28.
Mögliche Bandbesetzung: Norbert Cohn (v, s, ld), Wilbur Curtz (tp), ? (tb), Jack Shields (cl, as), Freddy Schweitzer (ts, bars), Heinz Fabian (p), Charlie Schick ? (bj), Lou Galkin (d) (lt. H.H.Lange  S. 334).
- auf VOX, vgl. VOX-Katalog v. 1925. Aufgenommen Juni 1924 als  “Tanzkapelle Norbert Faconi”, insgesamt 10 Titel, VOX Nr.01614 - 01618 und 01631[7]

I Am Nobody's Darling Foxtrot (M: R. King) 1924. VOX 01614 30 cm.
Je cherche après Titine. Shimmy-Foxtrot (One-step) aus »Mlle. Toboggan« (Operette) 1924. (M: Léo Daniderff/T: Marcel Bertal, Louis Maubon, Emile Ronn) VOX 01614 30 cm.
First, Last And Always. Foxtrot (M: Harry Akst/T: Davis) 1924 (NE 06/1924). VOX 01615 25 cm.
That Red Head Girl. Foxtrot (M: Joe Schenck, Henry Lodge/T: Gus Van) 1924 (NE 06/1924). VOX 01615 30 cm.
Gone (But Still In My Heart).  Foxtrot. (M: Lee David/T: Burke) 1924. VOX 01618 25 cm.
Oh! La gentile petite Friponne (Oh du süsser kleiner Racker). Foxtrot (M: J. Solman) 1924. VOX 01618 25 cm.
O Marianka (O Marianka, komm auf die Banka). Shimmy (M: Ernö Geiger)  VOX 1630-A (1873-A)
Kannst du dich an mich gewöhnen? Shimmy (M: Arthur Rebner)  VOX 1630-B (1876-A)
Wenn du’s nicht bist, dann wird’s ’ne Andre sein. Shimmy (M: Willy Rosen)  VOX 01631-A (1874-A)
Ich weiss es ja schon lange, dass du mir nicht mehr treu bist. Shimmy (M: Willy Rosen)  VOX 01631-B (1875-A)

## Wiederveröffentlichungen
- Der Jazz in Deutschland. Teil 1. Vom Cake Walk zum Jazz. (Bear Family Records 2009; Box mit 3 CDs, mit Booklet, Laufzeit ca. 256 Minuten. Horst H. J. Bergmeier, Rainer E. Lotz (Hrsg.);  ISBN 978-3-89916-379-7) enthält als track 56 vom Jazz-Orchester Faconi „Heut’ war ich bei der Frida“
- Tanzdielen und Vergnügungspaläste. Folge 2: Rund um die Gedächtniskirche (Pumpkin Pie Records/H’Art 2004) enthält als track 13 von der Jazz-Kapelle Faconi „The Great Four“.